# Santiago Acutzilapan
Santiago Acutzilapan är en mindre stad i Mexiko, tillhörande kommunen Atlacomulco i den nordvästra delen av delstaten Mexiko, i den centrala delen av landet. Orten hade 5 866 invånare vid folkräkningen 2010, och är kommunens tredje största samhälle.
Santiago Acutzilapan ligger i den östra delen av kommunen och bara några kilometer norr om vulkanen Xocotépetl. Huvudgatan i orten heter Calle Morelos, och den största kyrkan heter Santiago Apóstol och byggdes 1809.

## Galleri

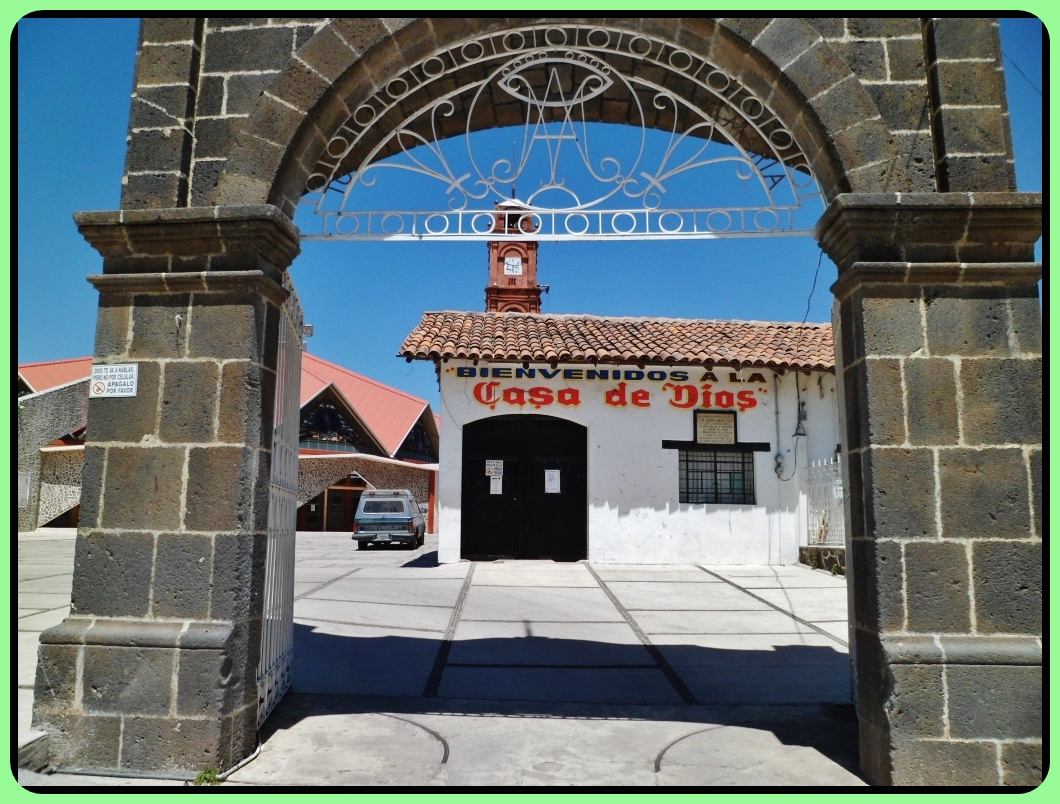
Entrévalv till kyrkoområdet.
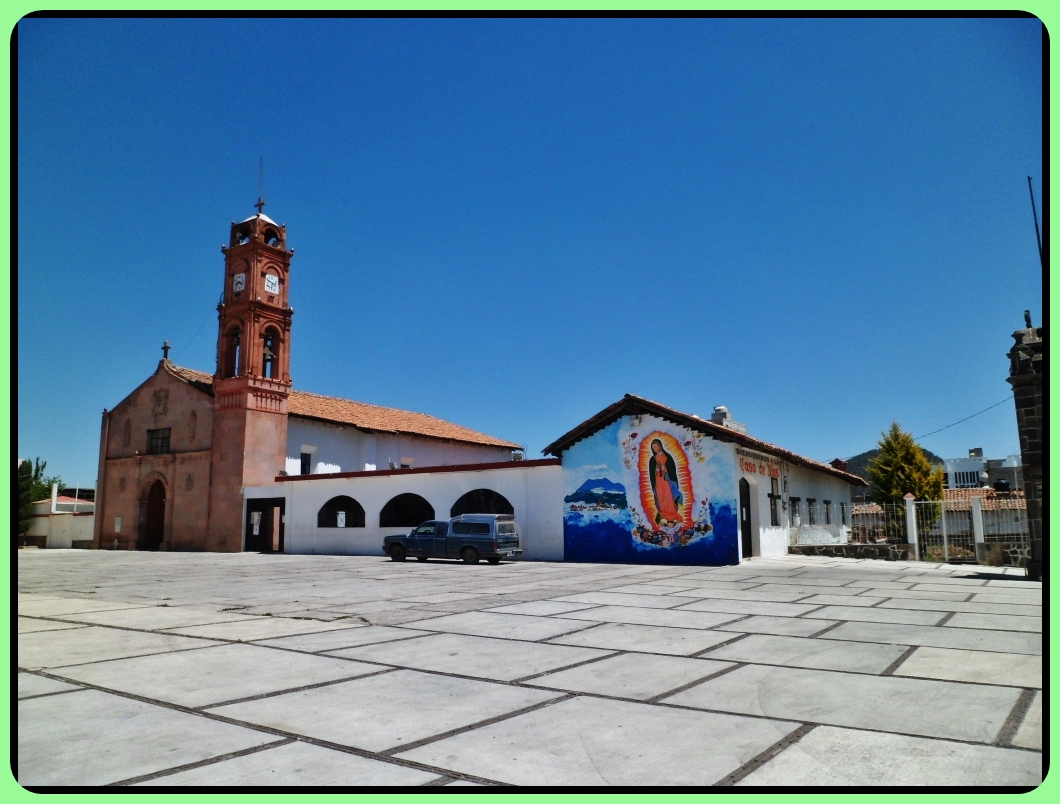
Santiago Apóstol.
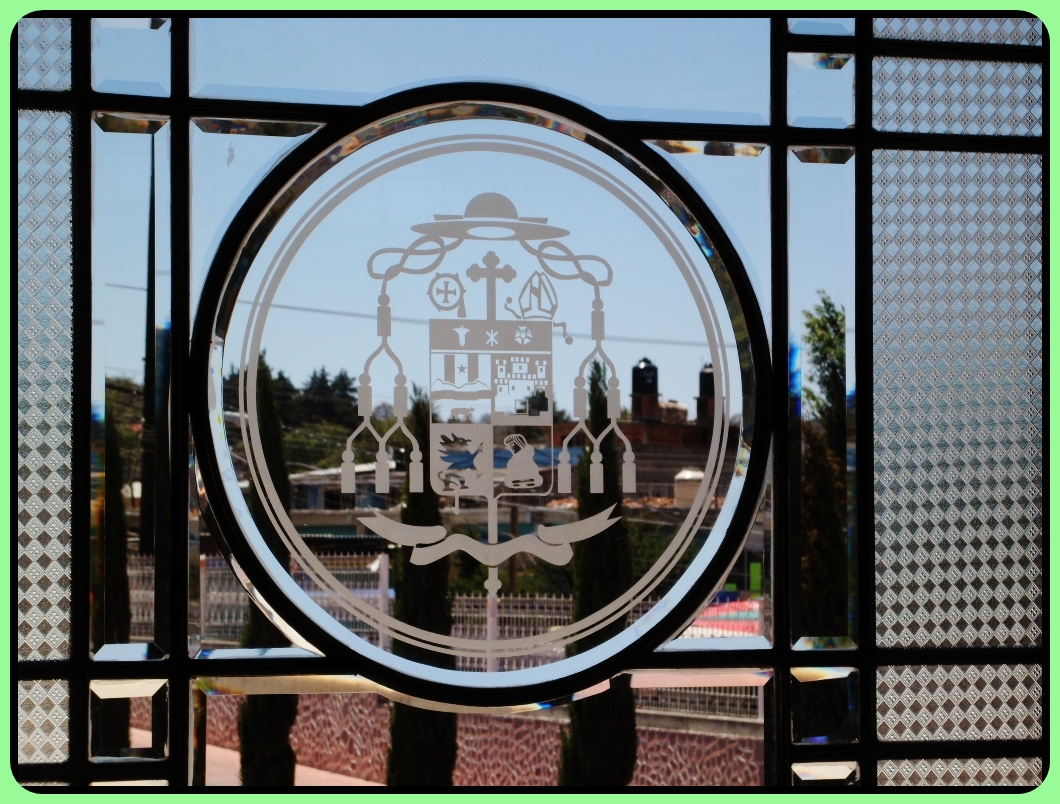
Stadsvapen.